# Baráth Ferenc (irodalomtörténész, 1844–1904)
Baráth Ferenc (Kunszentmiklós, 1844. november 3. – Budapest, 1904. szeptember 5.) író, irodalomtörténész, tanár a budapesti református főgimnáziumban.

## Élete
Kunszentmiklóson született, ahol atyja, Baráth Gábor kun törzslakos és asztalos mester volt. A négy alsó gimnáziumi osztályt szülővárosában, a négy felsőt Nagykőrösön 1861-ben, a teológiai két első osztályt Debrecenben, a két utolsót Pesten végezte. 1865-ben a Lónyay-családhoz ment nevelőnek és innét növendékével Jenába az egyetemre, ahol azon év április 18-án iratkozott be. Innét azonban az 1866. évi háború miatt haza térni kényszerült. Ekkor a ceglédi gimnáziumhoz küldték tanárul. Az első papi vizsgát 1867 őszén letévén, Edinburghba ment, a skót szabadegyház által magyar ifjak számára fölajánlott egyik stipendiumra. Itt két éven át hallgatta különösen az egyházi történetet és a practica theologiát. 1869 tavaszán hazajött, s a pesti református főgimnáziumhoz hívták meg a magyar irodalomtörténet, költészet és az egyháztörténelem segédtanárának, 1876. január 26-ától rendes tanárként működött tovább.
Cikkei és költeményei a következő lapokban és folyóiratokban jelentek meg: Széchenyi Emlékkönyve (1861), Házi Kincstár (1864-65.), Sárospataki Füzetek (1867), Protestáns Egyházi és Iskolai Lap (1867-70.), Papi Dolgozatok (1867-70.), Fővárosi Lapok (1867-72.), Protestáns Naptár (1870-72, 1880.) Budapesti Szemle (1869, 1873, 1882.), Vasárnapi Ujság (1869-79. B. F. jegygyel.), Magyarország és a Nagyvilág (1869-70.), Budapesti Közlöny (1871. 2. 4. sz. 1872.), Reform (1871. 59-74. sz.), Magyar Tanügy (1872-75. 1882.), Nők Munkaköre (1872. 1875. 1877. 1879.), Korunk (1872.), Keresztyén Család (1873.), Pesti Napló (1873-74. 1879.), Néptanítók Lapja (1874), Árvaházi Naptár (1874.), Ország-Világ (1881.), Sárospataki Lapok (1883.), Budapesti református gimnázium Értesítője (1883.), Egyetemes Philológiai Közlöny (1889-90.) és Aristophanesről bevezető tanulmány. (Arany összes munkái VIII.)

## Munkái
- Nyugot-Európa és hazánk. Pest, 1871. (Apuleius névvel.)
- A prostitutio és annak befolyása a közegészségi állapotra. Uo. 1872.
- Deák-párti vagy ellenzéki? Uo. 1872.
- Magyar tan- és olvasó-könyv, a középiskolák III. oszt. számára. Uo. 1872. (2. jav. kiad. 1878. 3. k. 1886. Uo.)
- Magyar olvasókönyv, a középiskolák IV. oszt. számára. Uo. 1872. (2. jav. kiad. Uo. 1884.)
- Aesthetika a verstan rövid vázlatával. Uo. 1872. (2. lényegesen átdolg. és bőv. kiadás. Uo. 1886. Ism. Egyet. Philologiai Közlöny.)
- Az országos nőképző-egylet története. Bpest, 1873. (B. F. jegy alatt.)
- A franczia forradalom. Carlyle után ford. Budapest, 1875-78. (Ism. Századok 1879.)
- Irodalmi dolgozatok. Bp., 1895.
- Dalok. Bp., 1896.

Sajtó alá rendezte Vörösmarty összes műveit (Pest, 1871. hat kötet); kiadta Dömötör János műveit az író életrajzával (Bpest, 1878.)
Megindítója és egyik szerkesztője volt a Magyar Philosophiai Szemle című folyóiratnak (1882-84.)

## Álnevei és jegyei
B. F. (Korunk 1872. tárcák, Vasárnapi Ujság és egyebütt); Tamás (Nők Munkaköre 1873-79. Vasárnapi Ujság 1878. és másutt); z. j. (Gyulai szerk. Bud. Szemle IV. köt. Vasárnapi Ujság 1884.); h. z. (Gyulai szerk. Bud. Szemle I. k. Vasárn. Ujság 1880.)